# Puig d'Ases (Vic)
El Puig d'Ases és una muntanya de 545 metres que es troba al municipi de Vic, a la comarca d'Osona.